# 695
El 695 (DCXCV) fou un any comú començat en divendres del calendari julià. L'ús del nom «695» per referir-se a aquest any es remunta a l'alta edat mitjana, quan el sistema Anno Domini esdevingué el mètode de numeració dels anys més comú a Europa.

## Esdeveniments
- Khildebert III succeeix al seu germà Clodoveu IV com a rei dels francs.[1]